# 伊台村
伊台村（いだいむら）は愛媛県和気郡のちに温泉郡にあった村である。1955年（昭和30年）に他の近隣の村ともども松山市に編入し、自治体としては消滅した。松山市の北部に位置する。地名としての「伊台」は小学校の名称や各種施設の名などに受け継がれている。

## 地理
高縄半島の南西部に位置する。松山市街に接する北部丘陵地帯である。北は堀江村、粟井村、五明村に、東は湯山村に、南と西は松山市（編入となる前）に接していた。五明・湯山の両村ともに伊台村と一緒に1955年（昭和30年）に松山市に編入された村である。
伊台川が村域を流れ、南東に位置する村外の食場町（じきば-）で石手川に合流する。背後の丘陵地はなだらかで、河川に沿って小規模な平地が開けている。山として勝岡山があるが険しくはない。
高縄半島の地域全体に言える事ではあるが、地質上は崩れやすい地形である。

## 社会
- 旧村がそのまま2つの大字となった。

上伊台（かみいだい）、下伊台（しもいだい）
下伊台が道路の結節点でもあり比較的開けていた。
松山市に編入後ではあるが、松山市の北部に位置し、平地にはやや恵まれないものの、松山市中心市街地への近さ等が評価され、民間による丘陵地を切り開いた大規模な団地開発が行われるなど、市街地化が著しく、新旧の混在した地域となっている。
- 役場は大字下伊台におかれた。
- 人口

1904年（明治37年）　258戸、1514人
1921年（大正10年）　255戸、1409人

## 教育
- 伊台小学校　→松山市への編入により松山市立となり、現在に至る[2]。
- 伊台中学校　→松山市への編入後も存続していたが、1990年（平成2年）に近隣の五明中学校と統合、新たに松山市立旭中学校となり、現在に至る。

## 沿革
- 1889年（明治22年）12月15日 - 町村制の施行により、上伊台村、下伊台村が合併して和気郡伊台村が発足。
- 1897年（明治30年）4月1日 - 所属郡を温泉郡に変更。
- 1955年（昭和30年）5月1日 - 松山市に編入。同日伊台村廃止。

## 産業
丘陵地であり地形の関係もあり大規模な米麦の作付は望みにくいものの、根菜類栽培のほか、葉タバコ栽培、養蚕、養鶏、果樹栽培等が営まれた。後にぶどうの産地として知られるようになった。